# Пресиан
Пресиа́н (болг. Пресиян; умер в 852) — хан Болгарии с 836 по 852 год, сын Звиницы, старшего брата хана Маламира.

## Биография
Пресиан унаследовал престол Болгарии после смерти своего дяди Маламира в 836 году.
В 837 году смоляне (славянское племя в Македонии) восстали против византийского верховенства, заключив союз с болгарским ханом Пресианом. В результате очередной болгаро-византийской войны Болгария приобрела Македонию и Южную Албанию, получив выход к Эгейскому и Адриатическому морям. Таким образом, военные действия хана Пресиана разделили Византию на три отрезанные друг от друга части: Северную Албанию, Элладу и прилежащие территории около Константинополя, вместе с Малой Азией.
В результате успешных военных действий маркграфа Восточной марки Радбода франкам в 838 году удалось восстановить свой контроль над Посавьем, которое болгары захватили при хане Омуртаге.
В 839 году болгары напали на сербов, но потерпели поражение. Вероятно, конфликт был спровоцирован византийской дипломатией.
Хан Пресиан скончался в 852 году. Новым правителем Болгарии стал его сын Борис I.